# Canal 11 (México)
Canal Once es una cadena de televisión pública mexicana, perteneciente al Instituto Politécnico Nacional (IPN). Su estación principal es XEIPN-TDT, localizada en la Ciudad de México. Inició sus transmisiones el 2 de marzo de 1959.
Originalmente, su transmisión se limitaba al Valle de México (Ciudad de México y al área metropolitana cercana dentro del estado de México) a través del canal 11. Hasta 2010, la señal y parte de su programación estaba disponible fuera de la capital del país en canales de televisión abierta gracias a variados convenios con gobiernos estatales y a una red propia de retransmisores. Por disposición oficial dictada el 22 de marzo de 2012, la señal del canal comenzó a retransmitirse en la red del OPMA (hoy SPR), la cual tiene una cobertura de aproximadamente 62% a nivel nacional, con lo que Canal Once alcanza más del 70% del territorio mexicano. Su señal se recibe también en todo el país y en parte de los Estados Unidos por medio de sistemas de televisión satelital.[cita requerida]
Canal 11 es la primera cadena de televisión educativa y cultural de México, y además de que se considera la decana de las televisoras universitarias en América Latina, pues inició sus transmisiones con equipos diseñados y construidos por el mismo instituto en 1959, en las instalaciones del Casco de Santo Tomás.
A lo largo del tiempo, el canal ha usado varios nombres: al principio, solamente era 11; para los años ochenta, cambió a Canal Once; de 1996 a 2008, Once TV, y de 2008 a 2013, Once TV México. El 14 de noviembre de 2013, el canal volvió a tomar el nombre de Canal Once. El 21 de abril de 2019, se realizó un cambio de identidad más: Once (estilizado como «once»).[cita requerida]

## Historia

### Comienzos[1][2]
La televisora es la primera estación de televisión educativa y cultural de México sin fines comerciales. La fundación del canal tuvo como promotores a Alejo Peralta y Díaz Ceballos y Eugenio Méndez Docurro. Ambos contaron con el apoyo del Secretario de Educación Pública, Jaime Torres Bodet, y del Secretario de Comunicaciones, Walter Cross Buchanan.
Canal 11 con el distintivo XEIPN-TV inició transmisiones el 2 de marzo de 1959 en las instalaciones del campus Santo Tomás del Instituto Politécnico Nacional por medio de un transmisor de 5 kW. La señal era tan limitada que apenas se captaba en las cercanías de la emisora.
Estudiantes de la entonces cercana Escuela Superior de Ingeniería Mecánica y Eléctrica diseñaron y fabricaron unas pequeñas antenas que obsequiaron en algunos hogares para que los usuarios la colocaran en su televisor y pudieran sintonizar el nuevo canal.
La primera transmisión consistió en una clase de Matemáticas impartida por el ingeniero Vianey Vergara Cedeño, profesor del IPN, a las seis de la tarde del lunes 2 de marzo de 1959. Dicha transmisión fue realizada en un pequeño estudio del campus.
Con el propósito de llegar a los hogares más periféricos de la ciudad, los cuales tenían dificultades para recibir la señal, en 1969 se decidió trasladar el transmisor y la antena al Cerro del Chiquihuite, situado al norte del Distrito Federal.
A finales de la década de 1960, el personal del canal 11 convirtió el equipo de emisión originalmente de blanco y negro a color.

### Años posteriores
Para los años 1980, Canal Once ya contaba con cuatro estudio de televisión y ya se iniciaba la producción de varios formatos innovadores en la televisión mexicana. Para el año de 1982 fue instalada la primera repetidora en provincia, en Morelos y en 1988 en la ciudad de San Luis Potosí.
En los años 90, se abrieron más estudios, y fueron instaladas las repetidoras en Valle de Bravo en 1996, además de Tijuana en 1999.
Hacía el nuevo milenio, el canal se comenzó a consolidar entre los más vistos por el público, además de haber instalado las repetidoras de Culiacán en 2000, Saltillo el 16 de marzo del 2000, Chihuahua, Ciudad Delicias y Ciudad Cuauhtémoc 2005, Los Mochis 2006 y Cozumel en 2007.
En 2009, el canal obtiene la certificación ISO 9001:2008. Este mismo año se instala el transmisor digital para emitir en (TDT) en la Ciudad de México con el distintivo XEIPN-TDT en el canal 33.

## Directores
| Director(a) | Periodo                 |
| --- | ----------------------- |
| José Ruiloba León* | 1959 - 1960             |
| León Méndez Berman | 1961 - 1964             |
| Carlos Borges Ceballos | 1965 - 1971             |
| Rodolfo Porras Bermúdez | 1971 - 1973             |
| Máximo García Fabregat | 1973 - 1976             |
| Juan Saldaña Rosell | 1977 - 1978             |
| Pablo Marentes González | 1978 - 1982             |
| Héctor Parker Vázquez | 1982 - 1986             |
| Jorge Velasco Ocampo | 1986 - 1990             |
| Alejandra Lajous Vargas** | 1991 - 1994 1995 - 2000 |
| Julio Di Bella Roldán | 2001 - 2007             |
| Fernando Sariñana | 2008 - 2011             |
| Rafael Lugo Sánchez | 2011 - 2013             |
| Enriqueta Cabrera Cuarón | 2013 - 2015             |
| Jimena Saldaña Gutiérrez | 2015 - 2019             |
| José Antonio Álvarez Lima | 2019 - 2020             |
| Carlos Brito Lavalle | 2021 - 2024             |
| Renata Turrent Hegewisch | 2024 -                  |
| *Aunque Ruiloba es considerado el primer director del canal, previamente León Méndez Berman, Miguel Ángel Hernández, Javier Amaya Vélez, Oscar Kauffman y Gustavo Olguín dirigieron el canal por lapsos breves a lo largo de 1959 y en la etapa previa al inicio de transmisiones. **Flor de María Hurtado López funge como directora entre abril de 1994 y enero de 1995, en ausencia de Lajous. |                         |

## Programas
Canal Once ha producido varias series de ficción y renombre, entre ellas se encuentran las series infantiles El diván de Valentina, Camino a casa, Cuentos de pelos y Woki Tokis, y comedias de situación con enfoque familiar, como Fonda Susilla. Las hubo con un enfoque educativo, a la vez que promocionaron las distintas regiones del país como Por Caminos y Brechas, conducido por el actor Arsenio Campos, que han sido un gran éxito con los niños por sus guiones; XY, que cuestiona el estereotipo masculino y aborda temas como la infidelidad, homosexualidad, problemas económicos y desempleo; Bienes raíces, que trata de una manera muy innovadora sobre todos aquellos cambios que surgen al cambiar de casa; Soy tu fan, una adaptación de una serie argentina producida y protagonizada por Dolores Fonzi; y Los Minondo, que es una serie histórica.

## Reconocimientos
Mención aparte merecen los premios y reconocimientos a los que se ha hecho acreedora la televisora, consolidándose como una de las televisoras más premiadas a nivel internacional.
Varios reconocimientos permanecen en las galerías de la emisora, entre los que destacan el Premio Nacional de Periodismo, el galardón de la Organización de las Naciones Unidas para la Educación y la Ciencia, los premios Promax y BDA de Latinoamérica.
Canal Once ha obtenido en dos ocasiones (2002 y 2005) el máximo reconocimiento que otorga la UNESCO a la mejor televisora del mundo y es la primera del orbe certificada totalmente con la Norma Internacional ISO 9001:2000 y en 2007 obtiene el certicado otorgado por la norma ISAS BC 9001:2003 convirtiéndose en la primera televisión cultural en el mundo en obtener dicho certificado. Los premios recibidos por Once TV en festivales internacionales se deben a su imagen y a su programación, destacando en ésta la barra infantil, creada completamente por el canal.

## Retransmisión por televisión abierta
Por disposición oficial, el canal virtual asignado para esta señal es el 11.1, utilizado por todos sus retransmisores.

Esta señal se retransmite en distintas ciudades de la República Mexicana en la red de estaciones concesionadas al Instituto Politécnico Nacional, como canal principal, y en la red del Sistema Público de Radiodifusión del Estado Mexicano como canal multiprogramado. 

También se tiene un convenio con la estación de concesión social, XHCOZ-TDT, para retransmitir el canal en Cozumel, Quintana Roo.

### Red del IPN
| Distintivo | Canal digital | Poblaciones obligatorias a servir             |
| ---------- | ------------- | --------------------------------------------- |
| XEIPN-TDT  | 33            | Ciudad de México.                             |
| XHTJB-TDT  | 15            | Tijuana, Baja California.                     |
| XHCPES-TDT | 14            | San Francisco de Campeche, Campeche.          |
| XHCHI-TDT  | 25            | Chihuahua, Chihuahua.                         |
| XHCHU-TDT  | 20            | Cuauhtémoc, Chihuahua.                        |
| XHCHD-TDT  | 20            | Ciudad Delicias, Chihuahua.                   |
| XHSCE-TDT  | 31            | Saltillo, Coahuila.                           |
| XHDGO-TDT  | 33            | Durango, Durango.                             |
| XHGPD-TDT  | 34            | Gómez Palacio, Durango. Torreón, Coahuila.    |
| XHCPBN-TDT | 7             | Celaya, Guanajuato.                           |
| XHPBGD-TDT | 23            | Guadalajara, Jalisco.                         |
| XHCPAS-TDT | 33            | Jocotitlán, Estado de México. Toluca, México. |
| XHVBM-TDT  | 21            | Valle de Bravo, México.                       |
| XHCIP-TDT  | 20            | Cuernavaca, Morelos.                          |
| XHPBMY-TDT | 36            | Monterrey, Nuevo León.                        |
| XHCPBS-TDT | 14            | Oaxaca de Juárez, Oaxaca.                     |
| XHCPAN-TDT | 12            | Puebla de Zaragoza, Puebla.                   |
| XHCPAC-TDT | 11            | Tehuacán, Puebla.                             |
| XHPBCN-TDT | 20            | Cancún, Quintana Roo.                         |
| XHSLP-TDT  | 24            | San Luis Potosí, San Luis Potosí.             |
| XHSIN-TDT  | 21            | Culiacán, Sinaloa.                            |
| XHSIM-TDT  | 21            | Los Mochis, Sinaloa.                          |

- Concesión otorgada por el IFT al IPN en mayo de 2017.[20][21] Aún no inicia transmisiones.[22] también 2023

### Red del SPR
| Distintivo  | Canal digital | Poblaciones obligatorias a servir    |
| ----------- | ------------- | ------------------------------------ |
| XHSPRAG-TDT | 15            | Aguascalientes, Aguascalientes.      |
| XHSPRCC-TDT | 32            | San Francisco de Campeche, Campeche. |
| XHSPRSC-TDT | 18            | San Cristóbal de las Casas, Chiapas. |
| XHSPRTP-TDT | 26            | Tapachula, Chiapas.                  |
| XHSPRTC-TDT | 31            | Tuxtla Gutiérrez, Chiapas.           |
| XHSPRCO-TDT | 21            | Colima, Colima.                      |
| XHSPRCE-TDT | 20            | Celaya, Guanajuato.                  |
| XHSPRLA-TDT | 34            | León, Guanajuato.                    |
| XHSPREM-TDT | 30            | Toluca, México.                      |
| XHSPRMO-TDT | 19            | Morelia, Michoacán.                  |
| XHSPRUM-TDT | 14            | Uruapan, Michoacán.                  |
| XHSPROA-TDT | 35            | Oaxaca de Juárez, Oaxaca.            |
| XHSPRMQ-TDT | 30            | Santiago de Querétaro, Querétaro.    |
| XHSPRMS-TDT | 29            | Mazatlán, Sinaloa.                   |
| XHSPROS-TDT | 31            | Ciudad Obregón, Sonora.              |
| XHSPRHA-TDT | 27            | Hermosillo, Sonora.                  |
| XHSPRVT-TDT | 25            | Villahermosa, Tabasco.               |
| XHSPRTA-TDT | 35            | Tampico, Tamaulipas.                 |
| XHSPRCA-TDT | 26            | Coatzacoalcos, Veracruz.             |
| XHSPRXA-TDT | 35            | Xalapa-Enríquez, Veracruz.           |
| XHSPRME-TDT | 23            | Mérida, Yucatán.                     |
| XHSPRZC-TDT | 15            | Zacatecas, Zacatecas.                |

### Otras estaciones
| Distintivo | Canal digital | Poblaciones obligatorias a servir | Concesionario                             | Notas                                                   |
| ---------- | ------------- | --------------------------------- | ----------------------------------------- | ------------------------------------------------------- |
| XHCOZ-TDT  | 23            | Cozumel, Quintana Roo.            | Patronato Pro-Televisión de Cozumel, A.C. | Estación con concesión social. Repetidora por convenio. |

Además de estas estaciones retransmisoras, las televisoras públicas que son parte de La Red de Radiodifusoras y Televisoras Educativas y Culturales de México, se enlazan a Canal Once en algunos bloques de programación o en programación especial.

## Once niñas y niños
Once niñas y niños es una señal de televisión del Instituto Politécnico Nacional que comparte el nombre y logotipo con la barra infantil de canal 11. Su programación está integrada en su mayoría por series animadas y programas de corte infantil, así como producciones propias. Se transmite como multiprogramación (subcanal) en la red de estaciones de televisión propiedad del IPN.

### Historia

#### Antecedentes
La programación dirigida a los niños fue parte del Canal 11 desde la década de los 70, cuando se transmitían programas con cuentos, títeres y actividades para los niños, tales como: Los amigos de Polito, Las cuatrocientos tareas, Los cuentos de María Luisa, Tiempo de niños, Estudia para triunfar, La lagartija Científica, Imaginarte y El congreso de los niños. También durante la década de los 80 e inicios de los 90, el canal transmitía animación proveniente de Europa Central y programas producidos por la NHK de Japón, entre los que destacan la serie polaca, Bolek y Lolek y el programa japonés ¿Puedo hacerlo yo?, conocido por sus personajes Noppo y Gonta.
En 1990, por iniciativa de la entonces directora del canal Alejandra Lajous y la productora Patricia Arriaga, se decidió crear una barra infantil de más calidad, y así surge Ventana Infantil, que 2 años después es renombrada Ventana de colores, que empezó a emitir series animadas (en su mayoría, europeas) dirigidas al público infantil. Además, en 1994 se suma a la barra El mundo de Beakman, que logró un gran éxito para el canal y en el año 2012 volvería a transmitirse.
En noviembre de 1996, inicia la emisión de su primera producción infantil importante: Bizbirije. Este programa era similar a un noticiero, pero con la diferencia de que las notas eran elaboradas por niños televidentes. Se mantuvo al aire por casi 14 años ininterrumpidos. En 1997 se decide convertir a Ventana de colores en una barra de programación infantil, y es así cuando nace Zona O, sin embargo, Ventana de Colores se convirtió en un programa dentro de la barra donde se presentaban caricaturas hasta su desaparición en 2002.
El 8 de octubre de 2001, la barra cambia su nombre a Once Niños, manteniendo las características que identificaban al bloque anterior.

#### Barra de programación Once Niños
La barra con su nombre actual, inició con una duración de 3 horas y media de lunes a viernes (de 13:00 a 16:30) y 3 horas los fines de semana (de 7:00 a 10:00). A lo largo del tiempo ha ido cambiando su duración, entre noviembre de 2003 y marzo de 2009 la barra de lunes a viernes duraba 4 horas y media, de 13:00 a 17:30, mientras que los fines de semana se movería de 8:00 a 11:00. El 30 de marzo de 2009, tras la renovación de imagen y programación del entonces nombrado Once TV México, la barra es recortada media hora y termina a las 17:00. También, la barra fue ampliada una hora los fines de semana, terminando a las 12:00.
El 21 de mayo de 2007 se inicia una barra de programación matutina, de 7:30 a 9:00, inicialmente manteniendo el nombre de Once Niños, hasta que el 1 de octubre de ese año cambia de nombre por Tic-Tac-Toc, quedando dicha barra dirigida hacia un público preescolar, en tanto la barra vespertina queda dirigida a niños en edad escolar los programas que se transmitían en este bloque mañanero preescolar eran Titch Tikitiklip Con Elenco Artesanal Charlie y Lola Franklin y Arthur cabe destacar que los anfitriones del bloque eran una gatita naranja llamada Tic un perro amarillo llamado Tac y un ratón bebé gris llamado Toc. 
El 20 de julio de 2009 renueva su imagen cambiando su logo, conductores y programación. La barra matutina cambia su nombre a Once Chiquitos y debido a ese cambio las series de ese bloque preescolar tales como Titch Franklin y Arthur fueron retiradas del bloque siendo reemplazadas por Hi-5 y Bali mientras que Tikitiklip Con Elenco Artesanal y Charlie y Lola se siguieron emitiendo hasta que en septiembre del 2010 Tikitiklip Con Elenco Artesanal fue quitada de la programación del bloque Once Chiquititos los anfitriones de este bloque eran unos niños de colores con un solo ojo.
Sin embargo, un nuevo cambio de imagen, conductores y programación ocurre apenas 13 meses después del primer cambio, el 6 de septiembre de 2010. En este cambio, los programas de la barra matutina para preescolares, que vuelve a tomar el nombre de Once Niños, son retransmitidos en la tarde de 13:00 a 14:30. También ese bloque matutino de Once Niños cambia sus gráficas a la de los personajes de cualquier serie de ese bloque estando adentro de una rueda de la fortuna y un carrusel y también se estrenan nuevas series de ese bloque matutino tales como Mister Maker, Wow! Wow! Wubbzy!, Olivia, Chiro, Timmy y Sus Amigos, Jack y Su Gran Show, Grande y Pequeño, y Contando Cuentos reemplazando a Bali mientras que Charlie y Lola y Hi-5 se siguieron manteniendo en el bloque preescolar de Once Niños. El bloque Normal de Once Niños adopta el eslogan La tele que tú haces y permite al público infantil grabar y enviar videoclips para que sean transmitidos en el bloque.
Además de Bizbirije (1996), Canal Once produjo varios programas para la barra, tales como: Mi gran amigo (1998), Camino a casa (1999), Las aventuras del D.I.S. (spin-off de Bizbirije, 2001), El diván de Valentina (2002), Rock en contacto, De compras (ambos en 2004), Cuentos de pelos (2005), Futboleros, El show de los once (ambos en 2006), Woki tokis, Arte al rescate, Semanario Once, Perros y gatos, Alcánzame si puedes (todos ellos en 2009), T-Reto (2010), Kipatla,  Trillizas de colores (ambas en 2012), Una serie animada de Cortos llamada Dizi emitida en las pausas comerciales de Once Niños, Canciones Infantiles de Once Niños (2013 quien en 2015 se retomó para sacar más canciones) Pie rojo (además la primera producción animada del canal, 2014), Mi Lugar Sofía Luna, agente espacial y Kin (tres series en 2015).

#### Actualidad
El 10 de diciembre de 2012, Canal Once dio a conocer el lanzamiento de una nueva señal: 11.2 (once punto dos), con una programación dedicada a niños y jóvenes las 24 horas del día, transmitiendo gran parte de la programación de Once Niños y de la barra juvenil Central Once. El canal inicialmente solo estaba disponible en Ciudad de México y área metropolitana a través de la televisión digital terrestre, cómo un subcanal en el canal 33.2 (canal virtual 11.2) con el nombre de onC.2 hasta que el 14 de marzo de 2014, debido a los nuevos lineamientos del Instituto Federal de Telecomunicaciones, la señal de este subcanal fue añadida a los sistemas satelitales SKY (canal 330), Dish México (canal 133), Izzi Telecom (canal 141) , Megacable (canal 167) y Totalplay (canal 112), haciendo que esté disponible en todo el país. En el identificador en pantalla, su nombre se escribía como "once.2". Durante la segunda mitad del 2014 el canal se lanzó en varias ciudades de la república como Gómez Palacio, San Luis Potosí, Morelos , Tijuana, Coahuila, Valle de Bravo, Ciudad Cuauhtémoc, Ciudad Delicias, Los Mochis, entre otras donde el Instituto Politécnico Nacional opera estaciones propiedad del mismo instituto.
El 4 de marzo de 2013, el bloque matutino cambia su duración y horario, transmitiéndose ahora de 8:30 a 9:30 y adopta el nombre MíO. En tanto, el bloque vespertino es dividido en 2 partes: de 13:00 a 14:00 se transmite también programación preescolar con el nombre MíO, de 14:00 a 14:30 se transmite Once Noticias con Irma Pérez Lince, y de 14:30 a 17:00 se transmite Once Niños con su programación regular.
Desde el 24 de agosto de 2015, la señal cambió su programación y cambió su nombre a Once Niños (aunque el identificador en la orilla superior derecha seguía diciendo once.2). Se retiró la programación juvenil y se mantuvo solo la infantil. Aunque el canal transmite las 24 horas, su programación inicia a las 06:00 horas y finaliza a las 00:00 horas. El tiempo restante, de las 00:00 a las 06:00, la señal es ocupada por una animación en bucle de Alan y Staff, las marionetas conductoras del canal, durmiendo. La programación se conforma por un bloque de seis horas transmitido tres veces durante el día. 
Tanto la barra de programación como el canal Once Niños, son presentadas por dos marionetas llamadas Alan y Staff, a las que en junio de 2016 se les unió otra marioneta llamada Lucy, quienes sirven como vínculo entre el canal y el público televidente.
El 31 de mayo de 2016 cambia el identificador en la orilla superior derecha que decía once.2, al logotipo de Once Niños.
En el mes de septiembre de 2017, se actualiza el logotipo en donde se incluye el nombre de canal para diferenciarse del bloque de programación infantil, Once niños.
El bloque de programación en Canal Once, sufre cambios a partir del 6 de junio de 2016, cuando desaparece definitivamente la barra matutina, quedando únicamente la transmisión vespertina a partir de las 14:30 y aumentando una hora, terminando a las 18:00. Los fines de semana, el bloque queda reducido a tres horas, de 8:00 a 11:00.
El 15 de enero de 2020, el canal cambió su imagen y nombre a once niñas y niños, para cumplir con la «paridad de género» e «inclusión» que promueve el gobierno de México.

### Retransmisión por televisión abierta
La señal de once niñas y niños no tiene un canal virtual reservado y asignado. Siendo el segundo canal multiprogramado de las estaciones concesionadas al Instituto Politécnico Nacional, cuyo canal virtual asignado es el 11.1, esta señal utiliza el canal 11.2.
Actualmente su estación principal es XHCPAS-TDT, debido a que la estación XEIPN-TDT (antes XHCPFT-TDT) aún no tiene en funcionamiento su multiprogramación.
| Distintivo | Canal digital | Poblaciones obligatorias a servir             |
| ---------- | ------------- | --------------------------------------------- |
| XEIPN-TDT  | 33            | Ciudad de México.                             |
| XHTJB-TDT  | 15            | Tijuana, Baja California.                     |
| XHCHI-TDT  | 25            | Chihuahua, Chihuahua.                         |
| XHCHU-TDT  | 20            | Cuauhtémoc, Chihuahua.                        |
| XHCHD-TDT  | 20            | Ciudad Delicias, Chihuahua.                   |
| XHSCE-TDT  | 31            | Saltillo, Coahuila.                           |
| XHDGO-TDT  | 33            | Durango, Durango.                             |
| XHGPD-TDT  | 34            | Gómez Palacio, Durango. Torreón, Coahuila.    |
| XHPBGD-TDT | 23            | Guadalajara, Jalisco.                         |
| XHCPAS-TDT | 33            | Jocotitlán, Estado de México. Toluca, México. |
| XHVBM-TDT  | 21            | Valle de Bravo, México.                       |
| XHCIP-TDT  | 20            | Cuernavaca, Morelos.                          |
| XHCPAN-TDT | 12            | Puebla de Zaragoza, Puebla.                   |
| XHPBMY-TDT | 36            | Monterrey, Nuevo León.                        |
| XHSLP-TDT  | 24            | San Luis Potosí, San Luis Potosí.             |
| XHSIN-TDT  | 21            | Culiacán, Sinaloa.                            |
| XHSIM-TDT  | 21            | Los Mochis, Sinaloa.                          |

#### Otras estaciones
| Distintivo | Concesionario                           | Canal digital | Canal virtual | Población                 | Notas |
| ---------- | --------------------------------------- | ------------- | ------------- | ------------------------- | --- |
| XEJ-TDT    | Televisión de La Frontera, S.A. de C.V. | 35            | 50.2          | Ciudad Juárez, Chihuahua. | Estación comercial, anteriormente afiliada a Televisa. Su multiprogramación está autorizada bajo el régimen extinto de «toma de nota», motivo por el cual no aparece en los listados del IFT para multiprogramación. Retransmite la señal de once niñas y niños en su segundo canal multiprogramado desde 2019. |
| XHZHZ-TDT  | Gobierno del Estado de Zacatecas        | 24            | 24.2          | Zacatecas, Zacatecas.     | Estación pública del Sistema Zacatecano de Radio y Televisión SIZART Retransmite la señal de once niñas y niños en su segundo canal multiprogramado desde 2018. |